# 皮亞季哈特卡 (米羅諾夫卡區)
49°37′50″N 31°6′9″E / 49.63056°N 31.10250°E
普亞蒂哈特卡（烏克蘭語：П'ятихатка）是位於烏克蘭北部的村莊，由基辅州奧布希夫區的米羅尼夫卡市鎮負責管轄。該村始建於1901年，面積5.73平方公里，海拔高度166米，2001年人口110，人口密度每平方公里15.4人。